# Position originelle

Représentation visuelle de l'hypothétique situation de choix rationnel du philosophe John Rawls, la position originale.

La position  originelle (PO) est une situation hypothétique développée par le philosophe américain John Rawls comme expérience de pensée pour remplacer la fiction de l'état de nature de philosophes politiques antérieurs comme Thomas Hobbes. Dans la position originelle, les parties choisissent les principes qui détermineront la structure de base de la société dans laquelle ils vont vivre. Ce choix est fait derrière un voile d'ignorance qui prive les participants d'informations sur leurs caractéristiques particulières : origine ethnique, statut social, sexe et, surtout, conception du bien (l'idée qu'un individu se fait de la façon de mener une bonne vie). Cela oblige les participants à sélectionner des principes de façon impartiale et rationnelle.
Dans la théorie du contrat social, les personnes à l'état de nature sont d'accord avec les dispositions d'un contrat qui définit les droits et devoirs fondamentaux des citoyens dans une société civile. Dans la théorie de Rawls La justice comme équité, la position originelle joue le rôle que tient l'état de nature dans la tradition classique du contrat social de Hobbes, Jean-Jacques Rousseau et John Locke. La position originelle figure en bonne place dans son livre Théorie de la justice paru en 1971. Il a influencé de nombreux penseurs dans un large éventail d'orientations philosophiques.
Comme expérience de pensée, la position originelle est une position hypothétique conçue pour refléter avec précision quels principes de justice se manifesteraient dans une société fondée sur la coopération libre et équitable entre les citoyens, y compris le respect de la liberté et un intérêt pour la réciprocité,.
Dans l'état de nature, il pourrait être soutenu que certaines personnes (les forts et les talentueux) seraient en mesure de contraindre les autres (les faibles et les handicapés), en vertu du fait que les plus forts et plus talentueux réussiraient mieux dans l'état de nature. Or, ce facteur pourrait empêcher toute entente contractuelle survenant dans l'état de nature. Dans la position originelle cependant, les sujets sont placés derrière un « voile d'ignorance », privés de toute information sur leurs propres caractéristiques individuantes. Ainsi, aucune partie ne serait informée des talents et des capacités, de l'origine ethnique et du sexe, de la religion ou du système de croyance des citoyens. En conséquence, ils manquent de l'information avec laquelle menacer leurs semblables et donc invalider le contrat social qu'ils tentent d'accepter.

## Nature du concept
Rawls précise que les parties dans la position originelle ne s'intéressent qu'à la part des citoyens de ce qu'il appelle les « biens sociaux primaires » qui comprennent les droits fondamentaux ainsi que des avantages économiques et sociaux. Rawls soutient également que les représentants de la position originelle adoptent « la règle du maximin » comme principe d'évaluation des choix auxquels ils sont confrontés. Emprunté à la théorie des jeux, le maximin signifie maximiser le minimum, à savoir faire le choix qui produit le plus haut gain pour la position la moins favorisée. Ainsi, le maximin dans la position originelle représente-t-il une reformulation de « l'égalité sociale ».
Dans le contrat social, les citoyens dans l'état nature contractent avec l'autre pour établir un état de société civile. Par exemple, dans l'état de nature de Locke, les parties conviennent d'établir une société civile dans laquelle le gouvernement a des pouvoirs limités et le devoir de protéger les personnes et les biens des citoyens. Dans la position originelle, les parties représentatives choisissent des principes de justice qui doivent régir la structure de base de la société. Rawls soutient que les partis représentatifs de la position originelle doivent sélectionner deux principes de justice :
1. À chaque citoyen est garanti un régime totalement adéquat de libertés de base, ce qui est compatible avec le même schéma de libertés pour tous les autres ;
2. Les « inégalités » sociales et économiques doivent satisfaire à deux conditions :
  - pour le plus grand bénéfice des moins favorisés (principe de différence) ;
  - associé à des positions et occupations ouvertes à tous.

La raison pour laquelle les membres les plus démunis sont favorisés est qu'il est supposé qu'en vertu du voile d'ignorance, dans la position originelle, les gens auront de l'aversion au risque. Cela implique que tout le monde a peur de faire partie des membres les plus pauvres de la société, de sorte que le contrat social est construit pour aider les membres les moins bien nantis.
Récemment, Thomas Nagel a élaboré sur le concept de position originelle en faisant valoir que l'éthique sociale devrait être construite en tenant compte de la tension entre les positions originelles et actuelles.
Récemment, la position originelle a été modélisée mathématiquement sur le modèle de la diffusion de Wright-Fisher, classique en génétique des populations.

## Histoire
Le concept de position originelle est employé pour la première fois par l'économiste hongrois John Harsanyi. Harsanyi fait valoir qu'une personne en position originelle maximiserait son utilité acquise ou attendue plutôt que de choisir son minimax.

## Critiques
Dans Anarchie, État et utopie, Robert Nozick soutient qu'alors que la position originelle peut être le juste point de commencement, les inégalités issues de cette distribution par le biais du libre échange sont aussi justes et que toute fiscalité redistributive est une atteinte à la liberté des personnes. Il fait également valoir que la demande de Rawls de la règle du maximin dans la position originelle est l'aversion au risque étendue à l'extrême et ne convient donc pas, même à ceux situés derrière le voile d'ignorance.
Dans Comment prendre de bonnes décisions et avoir toujours raison, Iain King soutient que les gens dans la position originelle ne devraient pas avoir d'aversion au risque les amenant à adopter le « principe d'aide » (aide quelqu'un si ton aide a plus de valeur pour les autres qu'elle n'en a pour toi) plutôt que le maximal.
Dans Liberalism and the Limits of Justice, Michael Sandel a critiqué la notion de voile d'ignorance, en soulignant qu'il n'est pas possible, pour un individu, de complètement ignorer ses croyances, contrairement à ce que l'expérience de pensée de Rawls nécessite. Plus récemment, l'implausibilité psychologique de la théorie de Rawls a été soulignée par une analyse utilisant les mondes possibles. 

## Source de la traduction
- (en) Cet article est partiellement ou en totalité issu de l’article de Wikipédia en anglais intitulé « Original position » (voir la liste des auteurs).